# EN 50090
EN 50090 és una norma creda per l'organisme normalitzador europeu CENELEC i que regula la comunicació entre dispositius per aplicacions domèstiques i en edificis (HBES : Home and Building Electronic Systems, Sistemes electrònics per a cases i edificis).

## Parts de la norma

### Aspectes de Seguretat Elèctrica
- EN 50090-2-2:1996 : Sistemes Electrònics per habitatges i edificis (HBES).Resum del sistema - Requisits tècnics generals

- EN 50090-2-2:1996/A1:2002 : Sistemes Electrònics per habitatges i edificis (HBES).Resum del sistema - Requisits tècnics generals
- EN 50090-2-3:2005 : Sistemes Electrònics per habitatges i edificis (HBES).Resum del sistema - Requeriments generlas de seguretat funcional per productes HBES

### Avaluació de conformitat
- EN 50090-8:2000 : Sistemes Electrònics per habitatges i edificis (HBES).Avaluació deconformitat dels productes

### Cablejat
- EN 50090-9-1:2004 : Requeriments d'instal·lació – Cablejat genèric per HBES Classe 1 Parell trenat

### Sistema de comunicacions obert
- EN 50090-2-1:1994 : Sistemes Electrònics per habitatges i edificis (HBES). Parte 2-1: Generalitats del sistema. Arquitectura.
- EN 50090-3-1:1994 :Sistemes Electrònics per habitatges i edificis (HBES). Parte 3-1: Aspectes de l'aplicació. Introducció a l'estructura de l'aplicació.
- EN 50090-3-2:1995 : Sistemes Electrònics per habitatges i edificis (HBES). Parte 3-2: Aspectes d'aplicació. Procès d'usuari per HBES de Classe 1.
- EN 50090-3-2:2004 : Sistemes Electrònics per habitatges i edificis (HBES). Parte 3-2: Aspectes d'aplicació. Procès d'usuari per HBES de Classe 1.
- EN 50090-4-1:2004 :Sistemes Electrònics per habitatges i edificis (HBES). Parte 4-1: Capes independents del medi. Capa d'aplicació per HBES de Classe 1.
- EN 50090-4-2:2004 : Sistemes Electrònics per habitatges i edificis (HBES). Parte 4-2: Capes independents del medi. Capa de transport, capa de xarxa i partes generals de la capa d'unió de dades per HBES de Classe 1.
- EN 50090-4-3:2015 : Sistemes Electrònics per habitatges i edificis (HBES). Parte 4-2: Capes independents del medi. Capa de transport, comunicacions via IP.
- EN 50090-5-1:2005 : Sistemes Electrònics per habitatges i edificis (HBES). Parte 5-1: Medi i capes dependents. Potència I per classe 1 HBES
- EN 50090-5-2:2004 : Sistemes Electrònics per habitatges i edificis (HBES). Capes dependents del medi. Xarxes basades en HBES Classe 1, Cable parell trenat
- EN 50090-7-1:2004 : Sistemes Electrònics per habitatges i edificis (HBES). Parte 7-1: Gestió del sistema. Procediments de gestió